# デオキシリボースリン酸アルドラーゼ
デオキシリボースリン酸アルドラーゼ（英: deoxyribose-phosphate aldolase、略称: DERA、EC 4.1.2.4）は、以下の化学反応を触媒する酵素である。
2-デオキシ-D-リボース-5-リン酸 {\displaystyle \rightleftharpoons } D-グリセルアルデヒド-3-リン酸 + アセトアルデヒド
したがって、この酵素の基質は2-デオキシ-D-リボース-5-リン酸、生成物はグリセルアルデヒド-3-リン酸とアセトアルデヒドの2つである。
この酵素はリアーゼ、特に炭素-炭素結合を切断するアルデヒドリアーゼに分類される。系統名は、2-デオキシ-D-リボース-5-リン酸 アセトアルデヒドリアーゼ (D-グリセルアルデヒド-3-リン酸形成) （2-deoxy-D-ribose-5-phosphate acetaldehyde-lyase (D-glyceraldehyde-3-phosphate-forming)）である。他に、phosphodeoxyriboaldolase、deoxyriboaldolase、deoxyribose-5-phosphate aldolase、2-deoxyribose-5-phosphate aldolase、2-deoxy-D-ribose-5-phosphate acetaldehyde-lyaseなどとも呼ばれる。

## 酵素反応

DERAによる触媒機構、。

アルドラーゼの中でも、DERAは2つのアルデヒドを産生する唯一の酵素である。この酵素はクラスIアルドラーゼであることが結晶学的に示されており、そのため反応機構は活性部位のLys167とのシッフ塩基の形成を経て進行する。近傍の残基Lys201はプロトン化されたLys167の酸性度を高め、シッフ塩基の形成をより容易にする。
反応の平衡は反応物の側にあるため、DERAは逆アルドール反応の触媒としても利用できる。この酵素は、さまざまなカルボニル化合物を基質として受容する、特異性の低さを示すことが知られている。例えば、アセトアルデヒドを他の小さなアルデヒドやアセトンに置き換えたり、D-グリセルアルデヒド3-リン酸の代わりにさまざまなアルデヒドを利用することができる。しかし、活性部位の求電子性アルデヒドの安定化相互作用の空間的配置のためアルドール反応には立体特異性があり、反応性炭素は(S)配座となる。活性部位の分子モデリングでは、Thr170とLys172によって形成された親水性ポケットがD-グリセルアルデヒド-3-リン酸のC2-ヒドロキシ基を安定化させ、C2-水素は疎水性ポケットで安定化されていることが示されている。基質としてグリセルアルデヒド-3-リン酸のラセミ混合物を用いた場合には、D型異性体のみが反応する。

## 構造
他のクラスIアルドラーゼと同様、ERAの単量体にはTIMバレルフォールドが含まれている。DERAの構造は多くの生物種の間で保存されており、大腸菌Escherichia coliとAeropyrum pernixのDERAはそれぞれ、Thermus thermophilus HB8のDERAと配列の32.1%と37.7%が同一である。反応機構も保存されている。
溶液中では、DERAはホモ二量体またはホモ四量体として存在する。酵素のオリゴマー化は酵素活性には寄与しないが、相互作用面の残基間の疎水的相互作用と水素結合によって熱安定性を高めている。
2007年末時点で、10個の構造が解かれている。蛋白質構造データバンクのコードは、1JCJ、1JCL、1KTN、1MZH、1N7K、1O0Y、1P1X、1UB3、1VCV及び2A4Aである。

## 生物学的機能
細菌ではDERAはdeoオペロンの一部であり、エネルギー産生のために外因性デオキシリボヌクレオシドの変換を可能にする。DERAの反応産物であるグリセルアルデヒド-3-リン酸とアセトアルデヒド（その後アセチルCoAへ変換される）は、それぞれ解糖系とクレブス回路で利用される。
ヒトでは、DERAは主に肺、肝臓、結腸で発現しており、細胞ストレス応答に必要である。酸化ストレスまたはミトコンドリアストレスの誘導後、DERAはストレス顆粒と共局在し、ストレス顆粒タンパク質として知られているYBX1と結合する。DERAを高発現している細胞は、グルコースが枯渇しミトコンドリア脱共役剤であるFCCPで処理された際に、外因性のデオキシイノシンを利用してATPを産生することができる。

## 産業的重要性

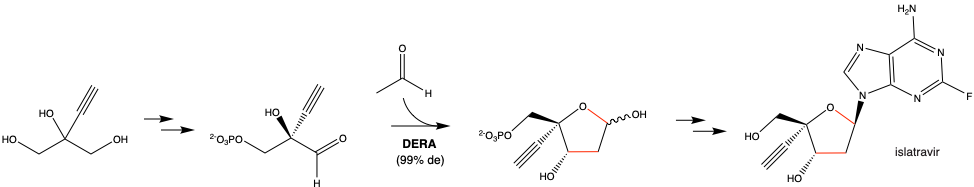
DERAはイスラトラビル合成の生体触媒として利用される。DERAによって形成される結合が赤で示されている。

DERAは、グリーンなエナンチオ選択的アルドール反応のツールとして化学合成で利用されている。低分子からのデオキシリボース骨格の形成は、ヌクレオシド型逆転写酵素阻害剤の合成に利用される。例えば、イスラトラビルの生体触媒合成において、DERAは5つの酵素の混合物として利用された。

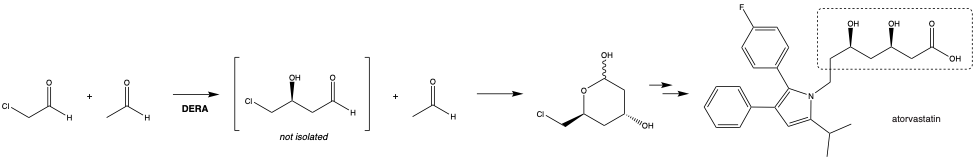
DERAはアトルバスタチン合成の生体触媒として利用される。DERAによって触媒される反応に由来する部分が示されている。

DERAは、反応平衡が六員環ヘミアセタールの形成によって駆動される、3つのアルデヒドを基質とするタンデムアルドール反応にも利用されている。この反応は、アトルバスタチン、ロスバスタチン、メバスタチンなどのスタチン系薬剤の合成の中間体の形成に利用されている。
天然のDERAは、反応性の高いクロトンアルデヒド中間体を生成して酵素を不可逆的に不活性化するため、高濃度のアセトアルデヒドに対する耐性が低い。こうした特徴は利用可能なアセトアルデヒドの濃度の制限となっており、DERAの産業的応用の妨げとなっている。この問題の解決には指向性進化法が用いられ、DERAのアセトアルデヒド耐性を400 mMまで向上させることに成功している。

## 関連文献
- “2-deoxyribose-5-phosphate aldolase of Salmonella typhimurium: purification and properties”. Arch. Biochem. Biophys. 126 (3):  795–802. (1968). doi:10.1016/0003-9861(68)90473-6. PMID 4879701.
- “Purification and properties of deoxyriboaldolase from human erythrocytes”. Biochim. Biophys. Acta 212 (3):  478–87. (1970). doi:10.1016/0005-2744(70)90254-8. PMID 4989681.
- “Enzymatic synthesis and breakdown of desoxyribose phosphate”. J. Biol. Chem. 196 (1):  347–65. (1952). PMID 12980976.
- “The mechanism of action of aldolases. VI. Crystallization of deoxyribose 5-phosphate aldolase and the number of active sites”. J. Biol. Chem. 240:  1512–1516. (1965). PMID 14285485.